# Halda Marcel
Halda Marcel, polsky Hałda Marcel nebo Hałda kopalni Marcel, je výsypka (halda) hlušiny z těžby černého uhlí sousedícího dolu Marcel (Kopalnia Węgla Kamiennego Marcel) patřícího těžební společnosti Polska Grupa Górnicza. Halda se nachází v jihovýchodní části města Radlin ve Slezsku v okrese Wodzisław ve Slezském vojvodství v jižním Polsku.

## Další informace
Halda Marcel, společně s vyšší Haldou Szarlota v blízkém městě Rydułtowy, tvoří výškovou dominantu okolí. Haldový materiál se v současnosti recykluje především využíváním ve stavebním průmyslu a v rekultivaci. Občasné endogenní hoření v haldě svými vysokými teplotami přeměňuje hlušinu na poměrně kvalitní a žádaný kámen. Místo není volně přístupné.

## Galerie

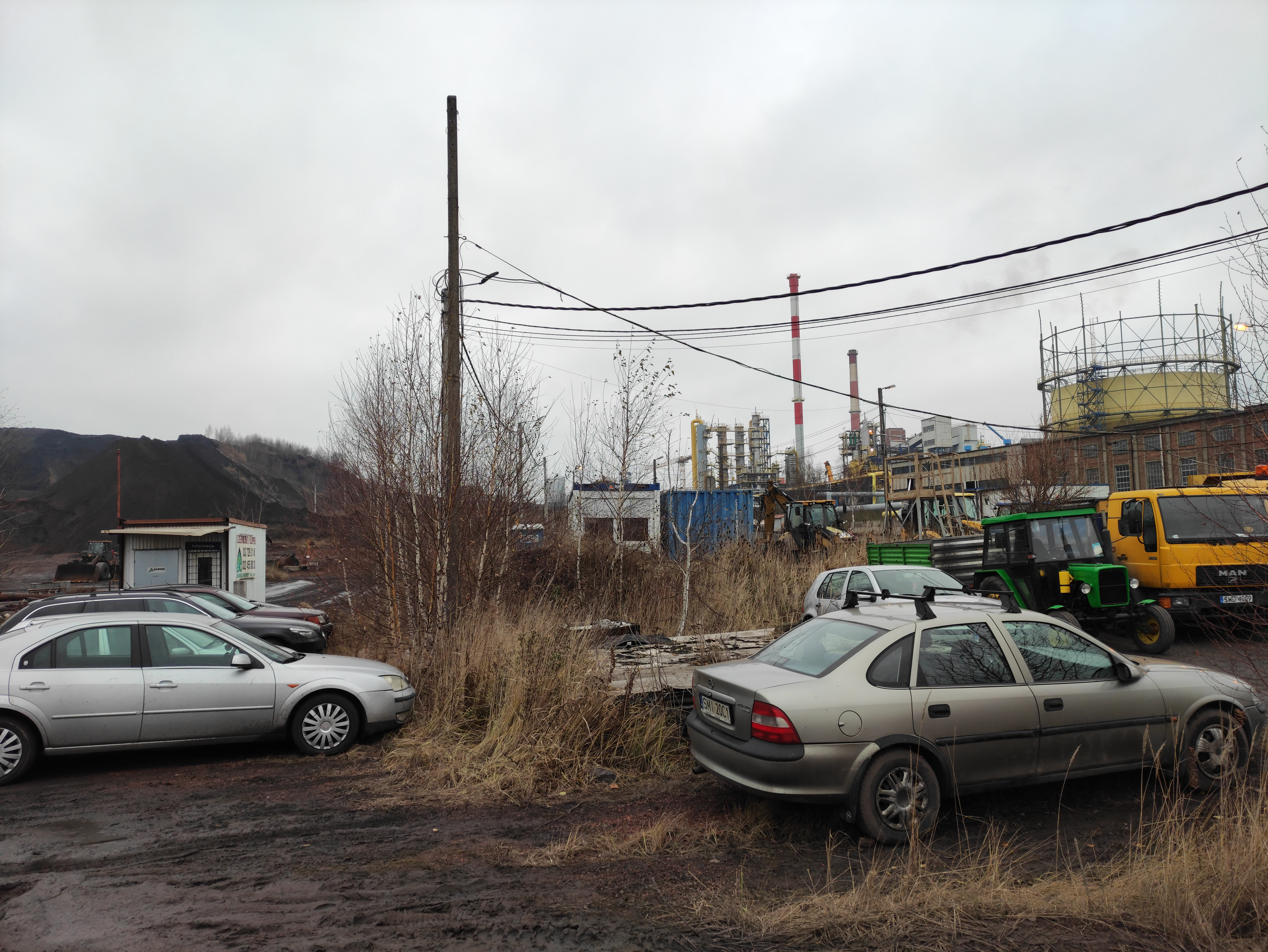